# Ajuntament de Bremen
L'edifici de l'Ajuntament de Bremen (en alemany Bremer Rathaus) és un dels més importants exemples d'arquitectura gòtica a Europa. L'any 2004 va ser nomenat Patrimoni de la Humanitat per la UNESCO, juntament amb l'Estàtua de Rotllà.
L'edifici és seu del Senat, del president del Senat i de l'alcalde de la ciutat hanseàtica de Bremen.